# Linyphia rubella
Linyphia rubella là một loài nhện trong họ Linyphiidae.
Loài này thuộc chi Linyphia. Linyphia rubella được Eugen von Keyserling miêu tả năm 1886.